# 港深关系
|                    | 香港                             | 深圳                  |
| ------------------ | -------------------------------- | --------------------- |
| 地理位置           |                                  |                       |
| 行政区             | 特別行政區 省级行政区            | 計劃單列市 副省級城市 |
| 領導人             | 李家超行政長官                   | 孟凡利書記 覃偉中市長 |
| 土地面积           | 1,106平方公里                    | 1,997平方公里         |
| 人口               | 738万人                          | 1,763万人             |
| 人口密度           | 6,544人/km²                      | 6,484人/km²           |
| 城镇化率           | 100%                             | 100%                  |
| GDP(2022)          | 22,966.88億人民幣 （2022年汇率） | 32387.68亿人民币      |
| GDP增长率(2022)    | -3.5%                            | 3.3%                  |
| 人均GDP(2022)      | 49,464美元                       | 183,188人民币         |
| 货物进出口额(2022) | 12,127亿美元                     | 36737.52亿人民币      |

港深關係，也称深港關係，是指中國廣東省深圳市与香港特别行政区之间的关系，是中國内地與香港關係的重要组成部分。香港与深圳在历史上曾同属于宝安县，清末英国割占香港岛和九龙、租借新界，形成了深港分治的现状。香港与深圳仅“一河两湾”之隔，由于两地距离相近，经济规模相仿，但又存在工资、物价水平、社會风貌的差异，以及一国两制等原因，形成了香港和深圳独一无二的城际关系。
改革开放以来，港深合作取得巨大进展。从深圳经济特区建立至2007年，香港一直是深圳最大的贸易伙伴，深圳出口香港占总出口的44.4%。2012年，深港口岸进出口贸易额超过2000亿美元。2015年，深圳口岸对香港进出口总量为1.1万亿元人民币。
由于近年来水貨客在香港搶購奶粉與日用品、雙非家長帶小朋友到香港北區報讀小學以及自由行旅客一些不文明的行為，深港兩地矛盾激化。深圳的“一簽多行”政策更促發香港民众多次示威，应香港政府请求，中央政府将“一签多行”改为“一周一行”。
关于深港矛盾，前深圳市市長許勤認為，两地合作愈來愈頻繁，出現矛盾是正常，他相信兩地政府有能力解決。前香港行政長官梁振英也表示，香港和深圳应该共同發展。不过盧峯在《苹果日报》发表评论指出，梁振英不懂中港深層次矛盾，不明白港人的憂慮，并且认为特区政府应该“放弃深港融合，保持香港的独特性”。

## 历史

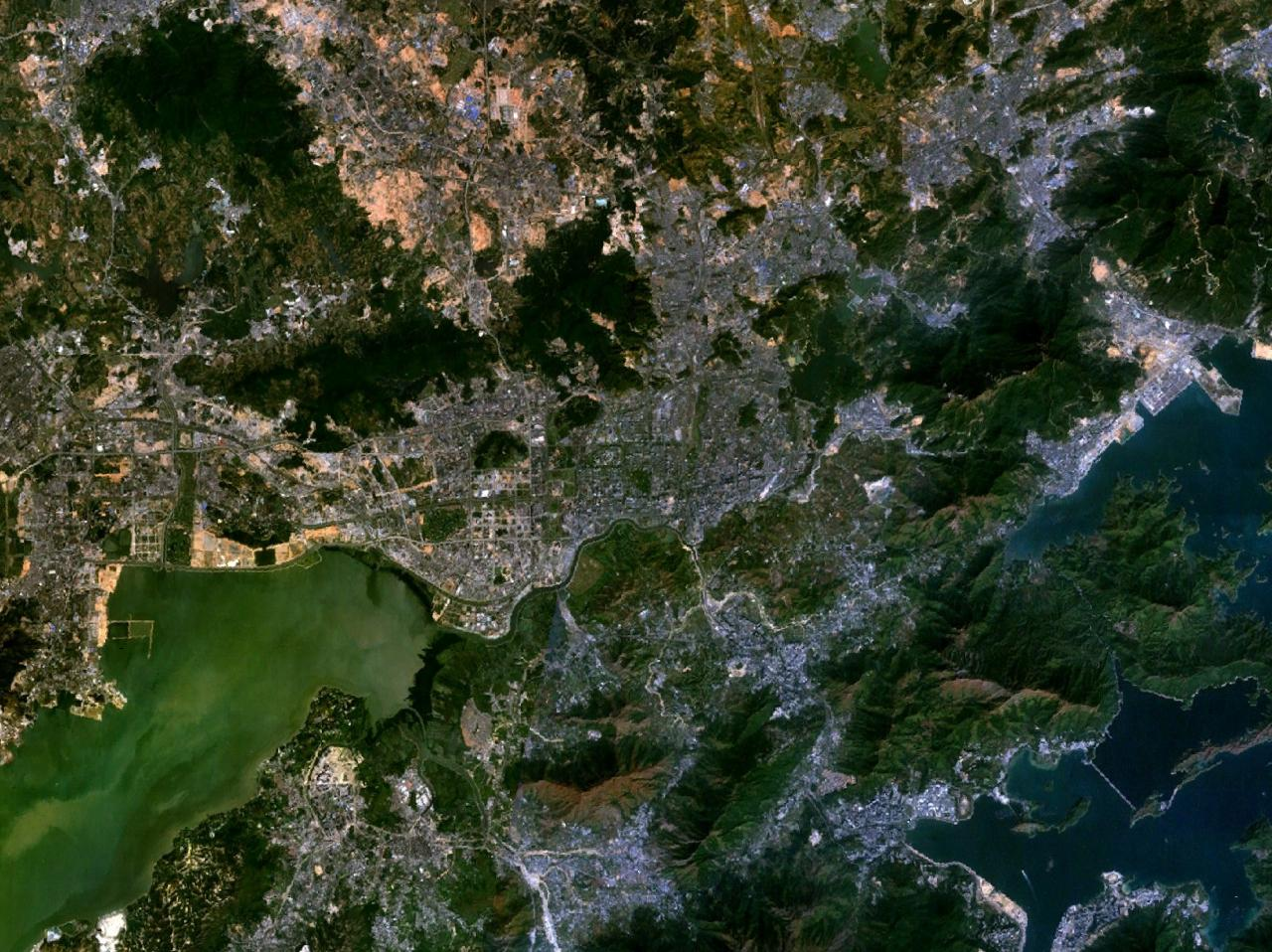
深港局部地貌（深圳河以北属深圳，以南屬香港）

古代香港与深圳关系密切，属于同一个文化系统。香港大湾、蟹地湾、铜鼓洲出土的新石器时代的陶器与在深圳大梅沙与小梅沙发现的相似，都是百越部族活动的遗迹。香港和深圳地区在秦、汉、三国及东晋初年共五百多年间属番禹县管辖。东晋咸和六年（331年）到唐至德元年（756年）间，同属宝安县管辖。从唐肃宗至德二年（757年）到明隆庆六年（1572年），同属东莞县管辖。明朝万历元年（1573年），朝廷从东莞县划出56里、7,608户、33,971人，成立新安縣，县治设在南头，归广州府管辖。

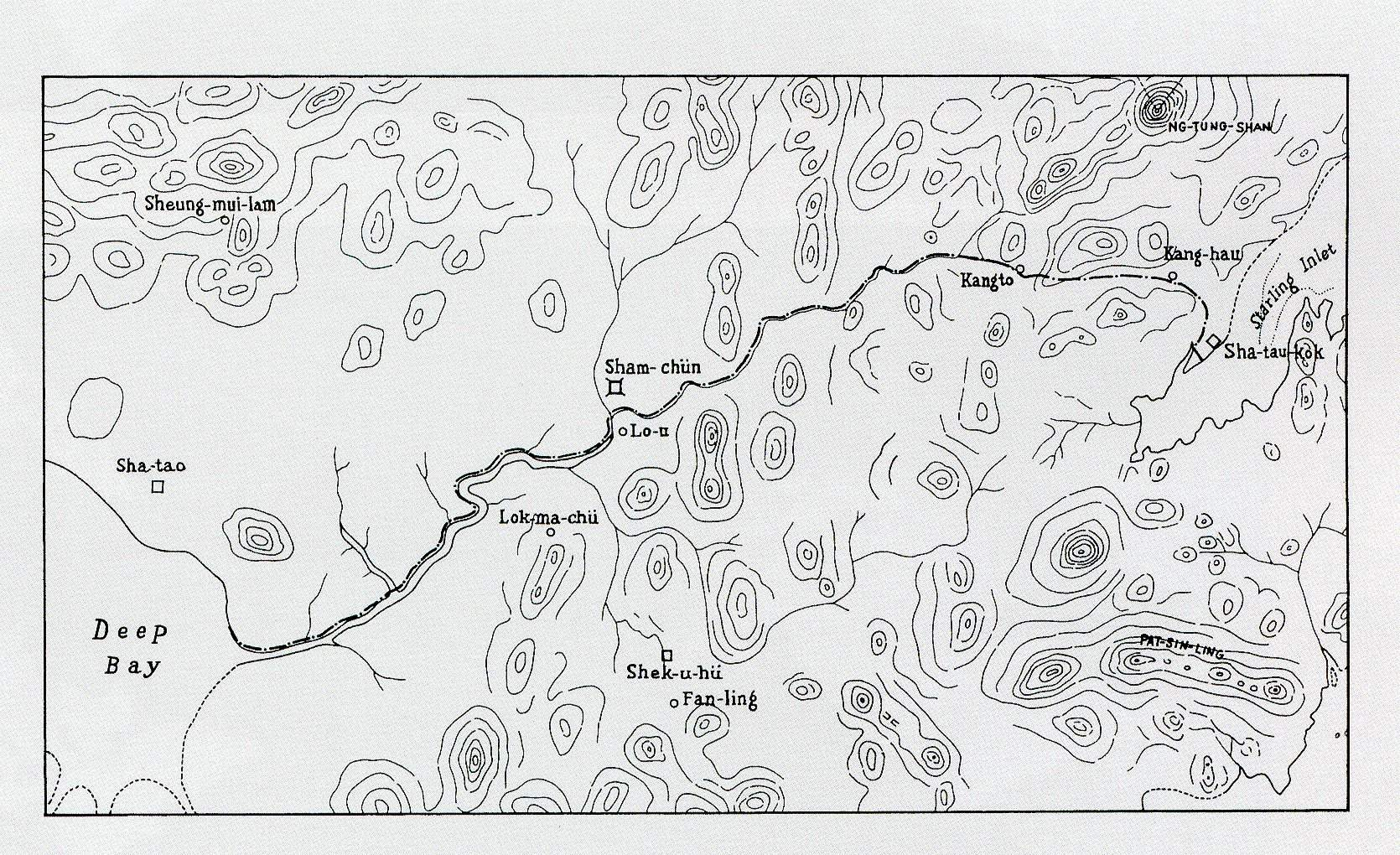
1898年《展拓香港界址專條》附圖

1840年鸦片战争爆發不久，清政府向英国求和，永久割让香港岛，开启了深港分治。1860年第二次鸦片战争中，清廷再敗於英法聯軍，把九龍半島南部連同鄰近的昂船洲一同割讓給英國。1898年，英國通過與清廷簽訂《展拓香港界址專條》及其他一系列租借條約，租借今界限街以北，深圳河、沙头角河以南，除九龍寨城以外的大片土地和鄰近的兩百多個離島（后称新界），租期99年，形成了今日深圳与香港分治的格局。隨著沙頭角河舊河口的乾涸形成了中英街，香港與深圳開始陸地相連。因此，香港与深圳在地理上仅是一河两湾（深圳湾和大鹏湾）之隔。
1900年10月6日，孙中山与郑士良在新安、歸善兩縣交界的三洲田组织反清暴动。失败后，部分人员逃往香港。中华民国成立后，為避免重名，新安县于1914年恢復使用寶安縣古名。1925年省港大罢工爆发后，中华全国总工会在深圳设香港罢工工人接待站，还对香港实施武装封锁。第二次世界大战爆发后，日军于1941年12月8日從深圳方向進攻香港，至12月25日完成占领。之后，活跃在惠阳、东莞、宝安一带的东江纵队進入香港成功營救出多名英軍被俘人员。1945年二战结束后，中华民国虽为战胜国，却無力收回香港。
1953年，因寶安縣深圳墟一帶有九廣鐵路，較為繁榮，宝安县县政府便由南头城迁至深圳镇。1970年代，香港经济发展迅速、人均GDP位列“四小龙”之首。1979年，宝安县升为深圳市。1980年8月深圳经济特区成立。1981年7月，深圳升级为副省级市；1988年11月成为计划单列市。1996年，深圳市提出與當時的港英政府合作發展香港邊境土地為工業用途，但得不到港英政府積極回應。
1997年7月1日，中国恢复对香港行使主权。1990年代后期深圳迅速崛起，成为广东第二大经济重镇。2000年代初深圳河其中一段拉直後，一幅136個足球場大小土地被納入香港範圍（今成為落马洲河套地区），業權則由直屬深圳政府的一家公司收購，當時深圳外經貿局希望港商在這兒設廠，並向中央爭取在該處落實《內地與港澳關於建立更緊密經貿關係的安排》（CEPA）。
香港和深圳是中国大陆的门户和中转站。中国大陆出口的商品，大多经深圳输港。2003年《內地與港澳關於建立更緊密經貿關係的安排》（CEPA）的協議達成。2010年7月1日起，深圳經濟特區的範圍擴大到全市。2010年8月，國務院制定《前海深港現代服務業合作區總體發展規劃》。前海深港現代服務業合作區将吸收香港的制度化建設經驗，成为金融、法治、人才新特區。
2016年8月，国务院总理李克强在国务院常务会议中批准《深港通实施方案》。2017年1月3日，香港特区政府与深圳市政府签署《关于港深推进落马洲河套地区共同发展的合作备忘录》，将于落马洲河套地区共同发展“港深创新及科技园”。

## 经济

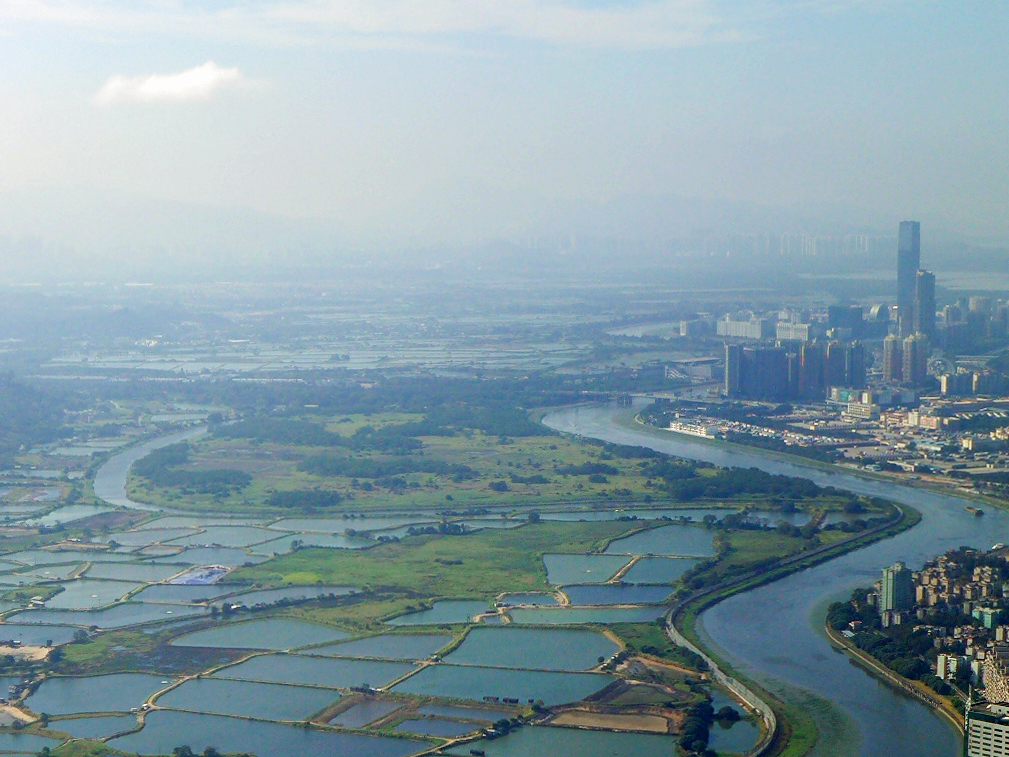
從深圳眺望落馬洲河套地區

早在清代，香港沙頭角的東和墟已為興盛的墟市，但隨著1898年英國租借新界，以沙頭角河分界，沙頭角南面劃為英租界，令村民來往不便，使沙頭角逐渐衰落；而蓮麻坑则依深圳河为界，北面改叫長嶺村，南面歸英租界，但兩村人仍可來往。1911年，广九铁路通车后，深圳墟成为中国内地与香港间的交通节点，从内地输港的农副产品和日用品以及从香港运往内地的纺织品、工业品皆在深圳墟落脚。朝鮮戰爭期間，45個國家對中國实施禁運。由於香港是中國進出口的一個主要管道，美国把香港作為封锁中國的前沿陣地，實行嚴厲的貿易管制。对此，英國政府认为美國嚴重影響了香港的貿易與工業，引起了大量的失業，要求美國放鬆貿易管制。美國則不予理會。港英政府懾於美國的壓力，表面上頒佈了许多有關禁運的法令，实际上暗中支持英商同中國大陸進行貿易。1960年11月15日，香港政府与宝安县签订协议，每年由深圳水库供水50亿加仑给香港。
改革开放后，深港经济关系分为三个发展阶段：第一阶段是香港产品市场的北移，销往深圳；第二阶段是1980年代中期开始，香港新界的制造业转移到了深圳；第三个阶段是服务业的北移，香港人民转往深圳消费。2009年，香港本地生产总值1.6万亿港元，深圳9000亿港元。从1980年到2015年，香港的GDP从206.6亿美元增至3099.3亿美元，人均GDP从4080美元增至42423美元，而进出口总额从300亿美元增长到了1.1万亿美元。深圳经济总产值從2001年不及香港的18%，到2010年香港的62%，再到2015年香港的92%。2015年，在中国社科院城市竞争力排名中，深圳甚至首次超越香港成为全国第一。文匯網曾报道，深圳2016年GDP有可能超过香港，但由于港元兑人民币大幅升值，可以让香港至2018年保持领先。而林匡正则认为，在香港与深圳之间比较经济增速意义不大。深圳与香港本不在同一发展阶段，而深圳的持续发展主要受益于“腾笼换鸟”战略的成功。2018年3月，深圳和香港相继公布地区生产总值，深圳市2017年的地区生产总值總量為2.24萬億元人民幣，而香港2017年的地区生产总值總量為2.66萬億港元，这是深圳GDP首次超越香港。但如果以全年平均匯率計算，2017年人民幣兌港幣平均匯率為1.1552，即深圳GDP折合約2.59萬億港元，故嚴格意義上仍低於香港。

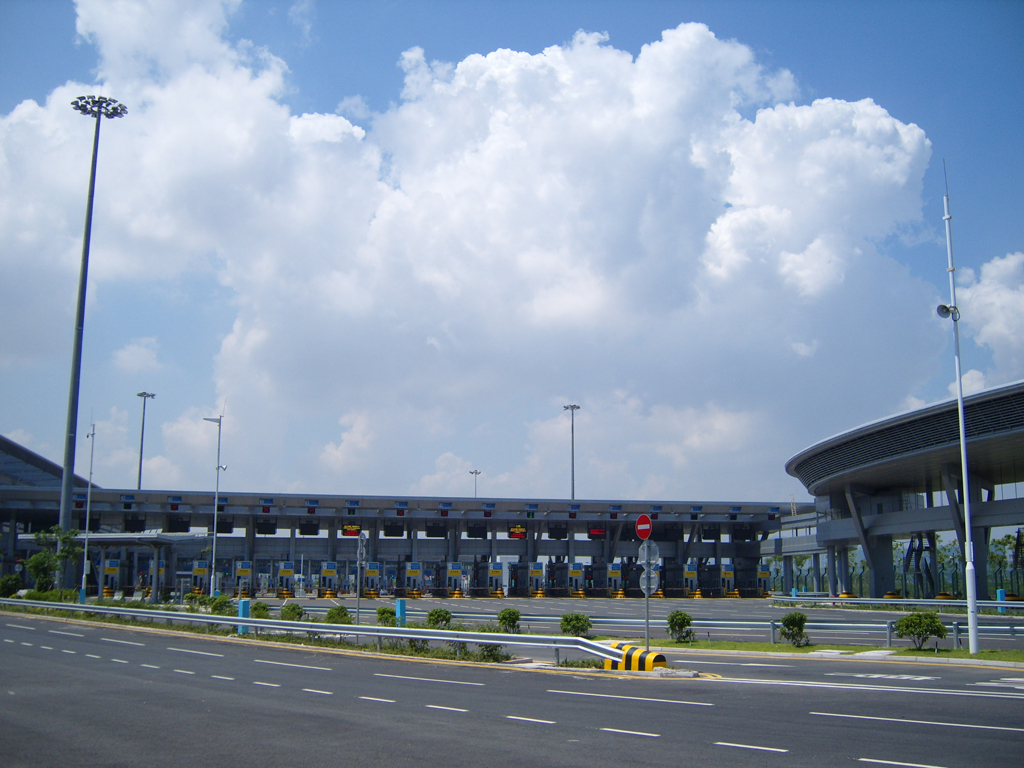
连接深圳与香港的深圳湾口岸

鐘維平认为，香港與深圳之間，具有互補優勢，并非惡性競爭關係。深圳经济和香港經濟在經濟貿易、投資結構、科技产业、基礎設施、金融等領域有廣泛的合作。在金融领域，香港作为国际重要金融中心可以与作为国内重要金融中心的深圳融合；在高科技领域，香港在大学、科研方面的优势能够与深圳在高科技企业的产业优势和市场优势形成互补；在空港领域，香港国际航空中心与深圳国内航空枢纽可以强强联合；在港口航运领域，全球最大的集装箱转口港（香港）与全球最大的集装箱出口港（深圳）可以合作。2015年上半年深圳对香港的投资额为30.6亿美元，投资行业以批发和零售业为主。受关税政策和人民币升值等影响，造成深圳市高端消费流向香港。
深圳与香港在诸多方面有着相似之处：虽然开放程度相对较高，但在宏观经济增速放缓的大背景下，制造业颓靡不振，服务业尚未成为“顶梁柱”，城市发展越来越依赖房地产和金融行业。继香港推出16平米“蚊型”公寓之后，深圳也推出了面积仅6平方米的“鸽子笼”户型，引发深圳等中国一线城市香港化的疑虑。明報社评指出，香港經濟面對危機，應尋求與深圳合作。例如：香港負責統籌兩地的機場和交易所，深圳則主導貨櫃碼頭和科技工業園。这样，港深兩城毋須面對行政和法律制度融合的困難，而競爭力则能迅速融為一體，成為區內經濟龍頭。

## 教育

### 合作
从2005年5月开始，深港两地教育局推动两地在中小学缔结姊妹学校的工作。2006年5月，首批80所深港姊妹学校在香港缔结，签订《教育交流合作意愿书》。2009年智经研究中心发表的「港深教育合作」研究报告指出，港深两地教育功能互补，形成区域教育枢纽可提升香港竞争力。至2009年，香港有40间中学及42间小学与深圳市学校结为姊妹学校。2021年9月，粤港澳大湾区第一所深港教育直接融合的示范性学校——深圳香港培侨书院龙华信义学校开学。
截至2015年底，深港两地姊妹学校总数已达352所，居全国各地首位。深港姊妹学校的交流也从校领导、教师和学生的交流互访，扩展到两地的家长交流。深港两地还借助姊妹学校平台举办了两届“深港学界庆国庆文艺汇演”，多次举行两地师生篮球、足球、羽毛球、乒乓球等球类友谊比赛。

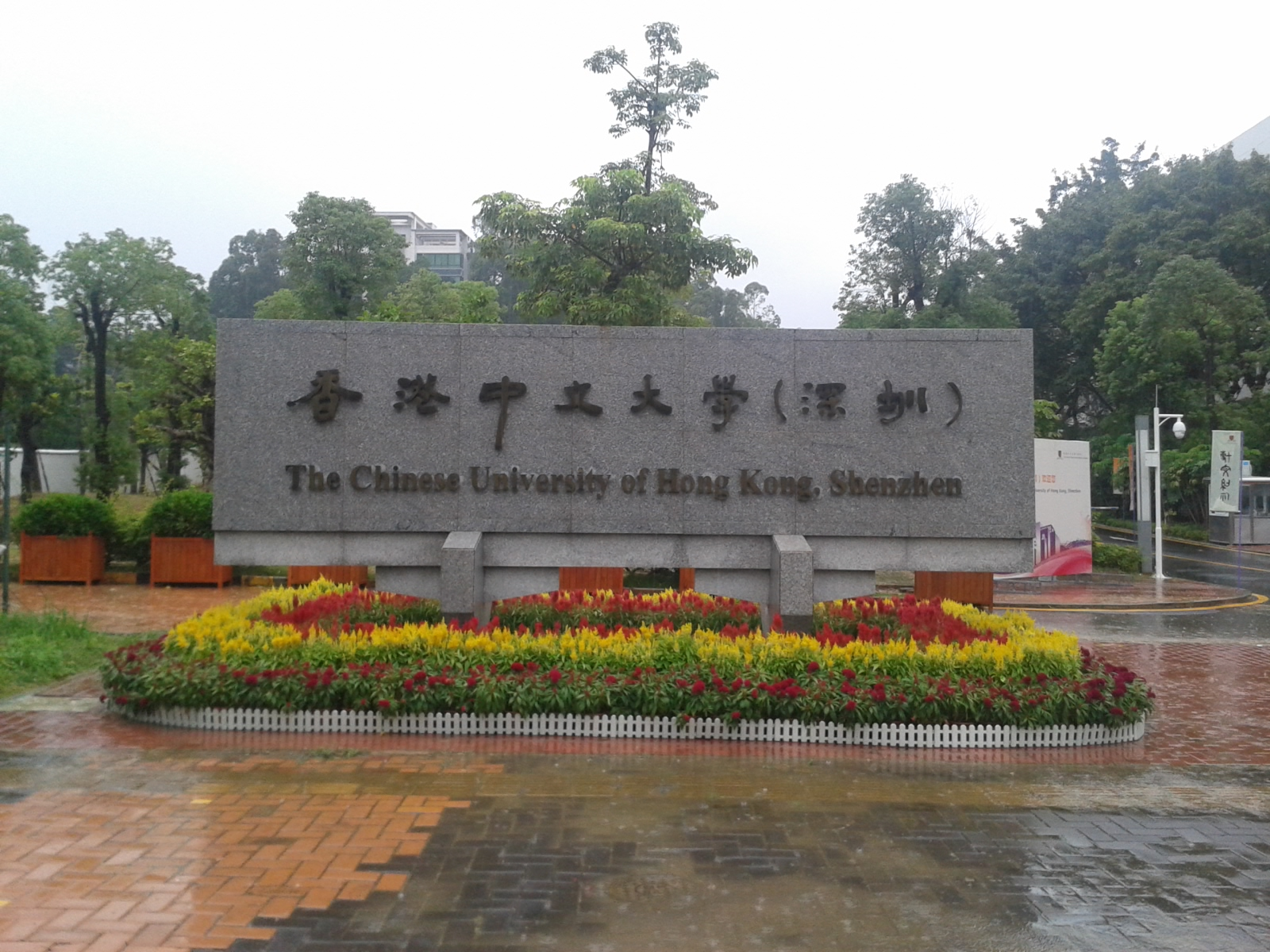
香港中文大學（深圳）由香港中文大學與深圳大學合建。

2012年10月11日，香港中文大學與深圳大學組建了香港中文大學（深圳）。2014年苹果日报报道称，中大（深圳）畢業生的學位證書及畢業證書與香港中大一樣，引发了香港中大学生的不滿，后来校方承諾“中大深圳分校的學生不能拥有香港中大学生同等的权利”。

### 矛盾
关于深港學生跨境上學問題，香港特区政府强调无论是“单非”、“双非”跨境学童，都是香港永久性居民，具有平等的权利和地位。但部分香港本地居民认为，自己理应优先享受政府资源，优质教育资源应该向本地学童倾斜。而“双非”儿童家长则认为，选择入读心仪的学校是自己应有的权利，特区政府不能只承认“双非”学童的港籍身份，而在具体政策上不承认。由此引发港深居民矛盾，“双非”学童家长被讥讽为“抢完床位抢奶粉，抢完奶粉抢学位”。
另一方面，由于深圳市教育局自2012年規定，港澳籍學童不能申請公立學校，只可申請入讀港人子弟學校、民辦學校，因此有十四名雙非家長状告深圳市教育局，要求公立学校接收港澳籍兒童入学。相关案件于2016年9月在深圳開庭，尚未有结果。

## 交通
香港一共有14个出入境管制站地點，包括香港國際機場、羅湖、紅磡、落馬洲、落馬洲支線、文錦渡、沙頭角、西九龙、港珠澳大桥、中國客運碼頭、港澳客輪碼頭、屯門客運碼頭、深圳灣和啓德郵輪碼頭。深圳有罗湖、皇岗、深圳湾、蛇口、文锦渡、深圳机场、盐田、沙头角、大铲湾、笋岗10个出入境边防检查站和15个对外开放口岸。据统计，2016年，深圳各口岸有自助查验通道300余条，全年自助查验出入境人数达1.22亿人次，占全部出入境人数的51.16%。

### 公路

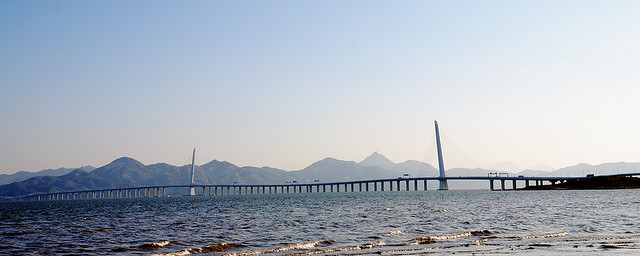
深港西部通道（深圳灣公路大橋）

与深圳相连的香港公路口岸有落馬洲管制站（接驳深圳皇崗口岸）、文錦渡管制站、沙頭角管制站、深圳灣口岸（位於深圳境內，實施一地兩檢）、香园围管制站等。其中，皇崗口岸於1989年建成通關，从2003年1月起實現24小時出入境通關，是深圳市除了羅湖口岸以外最繁忙的口岸。而连接深圳与香港之间的第4條跨境行車通道深港西部通道（包括港深西部公路和深圳灣公路大橋）已于2007年7月1日正式通车。

### 鐵路

廣深港高速鐵路路線圖

1907年，广九铁路（广州-深圳-九龙）开始修建，于1911年10月贯通。目前重要铁路干线是广深铁路和京九铁路，而广深铁路在广州与中国铁路大动脉京广线接驳。经京广线和京九线，深圳火车站有直通香港的列车12对。香港与深圳之间的鐵路站口有紅磡站（城際客運服務）、羅湖站（港鐵東鐵綫乘客專用，接駁中國大陸羅湖口岸）、落馬洲站（接駁福田口岸）。其中羅湖口岸是深圳和香港之间客流量最大的陸路邊境口岸。
高速铁路方面，广深港客运专线的广州南至福田段、厦深铁路（即杭福深客运专线厦门至深圳段）已经建成。廣深港高速鐵路香港段於2018年9月23日通车，可通过廣深港高速鐵路廣深段接入中國高速鐵路系統網絡。在香港始发站西九龙站设有内地口岸区，并派驻边检机关、海关、口岸综合管理机构和鐵路公安机关，实行中国内地法律。

### 水路
香港共有四個跨境渡輪碼頭，分別位於香港島上環的港澳碼頭、九龍西尖沙咀的中港碼頭、屯門的屯門碼頭及機場的海天客運碼頭。
深圳主要客运码头为蛇口郵輪中心，并兼顾出入境检疫。码头每日有大量定期航班往返香港中环、中港城、香港机场等地。深圳机场码头是深圳的另一海上客运站点，有航班直航香港机场和香港中环。

### 航空
航空方面，香港國際機場位列全球最繁忙的机场第8名，而深圳寶安國際機場位列第39名。深圳機場和香港機場之間的海上航班也於2003年9月通航，實現了中轉旅客的對接。
2016年7月28日，前香港天文台台長林超英称深圳寶安機場第三條跑道即將开工建设，有可能会影响香港国际机场第三条跑道的建设。他认为“深圳機場一天存在，飛機便不能降落三跑，所以建三跑是錯誤的。”但香港民航處对此却并不认同。

## 人员往来

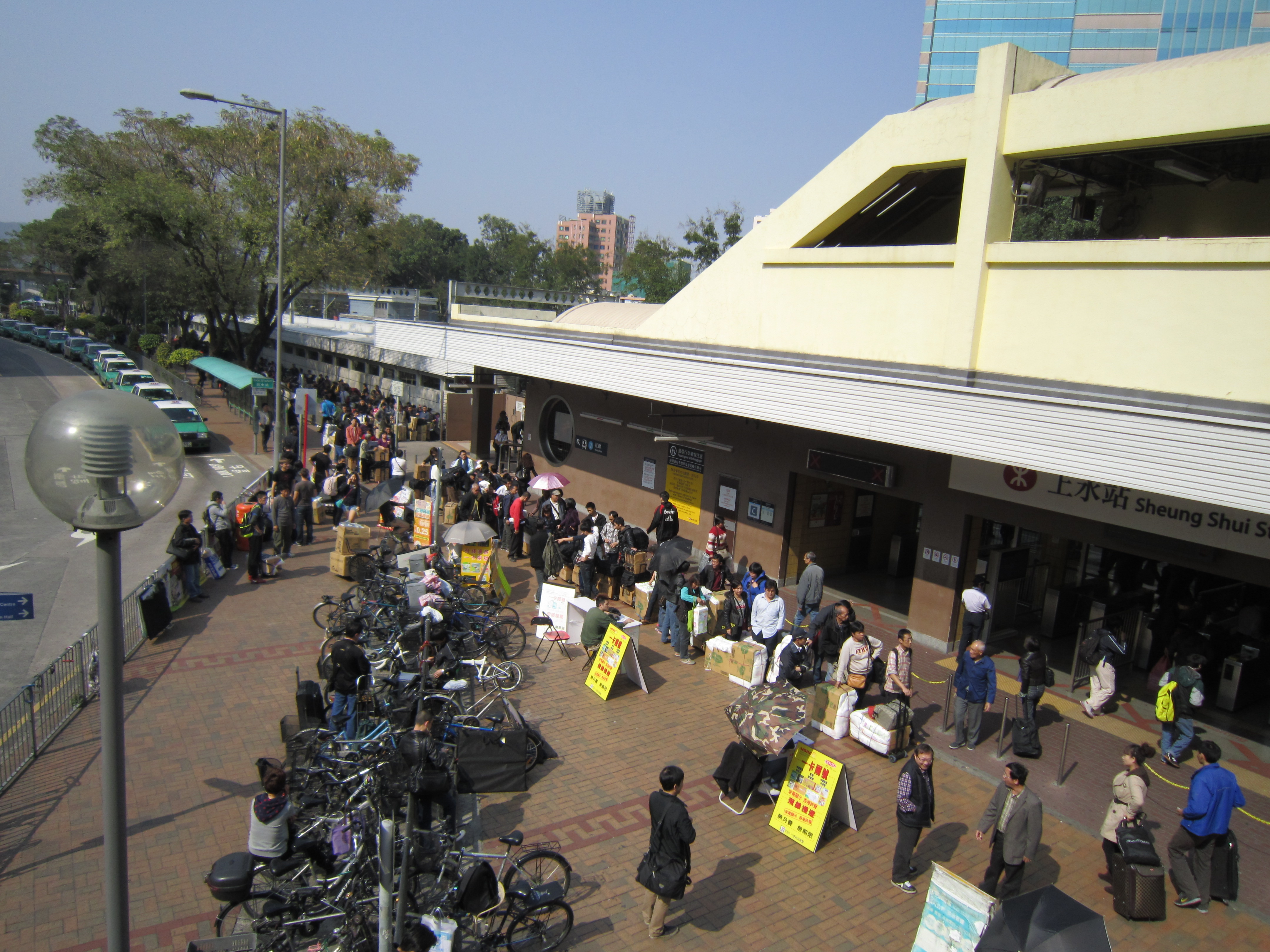
水貨客於港鐵上水站C出口外面排隊。

香港自清末成为英国殖民地后，除日本占领期以外，港英政府未曾控制香港與中國內地人员的來往。1949年1月，港英政府公佈《入境控制條例》，10月中华人民共和国成立。从1950年5月起香港要求提供出入境證件，開始限制中国内地人來港。从1950年代至1970代末，曾有大批内地人员偷渡前往香港，國際社會曾稱深圳河為中國的柏林牆。
2007年7月，部分港区人大代表向中国中央政府建议深圳户籍人士持身份证自由访港，以活跃香港旅游市场，繁荣香港经济。因此，深圳籍的市民可以获签一年内无限次进出香港的签注（俗稱一簽多行），且可以使用e-道进行自助通关。如今，港深之间每天有几十万人通过公路、直通巴士、码头、渡轮穿梭于两城之间。初期香港市民前往深圳的頻次要大大高於深圳市民前往香港。
2013年起，香港爆发了多次以“反水客”为名的激进事件。从2015年4月13日起，内地把面向深圳居民的“一签多行”政策修改为“一周一行”。这项措施，是香港特区政府为减少赴港扫货的内地水客数量，向内地提议的。对此梁振英特首专门召开新闻发布会解释“一周一行”是针对内地水货客的，不是香港人不好客。然而深港矛盾并未因此緩和卻反趨劇烈。
据深圳边检总站统计，2016年，深圳边检总站共查验出入境人员2.39亿人次，全年共查验交通运输工具1583.63万余辆（艘、架）次。深圳各口岸深港走读学童日均出入境人数达到4.5万余人次。
2020年至2022年由于新冠肺炎疫情，中国大陆对出入境实行严厉的隔离措施，深港人员往来几乎断绝。
2023年1月8日中国大陆与香港恢复通关后，由于港币兑换人民币汇率持续大幅升值，且内地物价大大低于香港物价，大批香港市民前往深圳进行购物、休闲消费，与十年前大陆客大量前往香港购物的情况完全相反。

## 文化体藝
深圳文化受香港文化的影响主要体现在影视、书刊、服饰、娱乐消闲等多个领域。香港的流行歌曲、电视连续剧、广告以及它所展现的生活方式被深圳人所接受。
深港两地运动员历年进行了频繁的交流，多次在两地举办了单项比赛，项目分布广泛，如足球、篮球、田径、乒乓球、自行车、游泳、水球、排球、武术、棋类等 10 多项。有些项目如“深、港、穗男子少年足球赛”等已形成了传统:388。
2009年4月8日，香港国民教育中心国情教育基地在深圳市中英街历史博物馆揭牌，香港中小学生“中英街历史文化之旅”活动同时启动。
目前深圳與香港有不少官方和民間交流的活動和組織，如“深港水墨艺术交流展”、深圳香港城市建築雙城雙年展、深港設計雙年展等。2013年，香港特首梁振英出席「2013香港—深圳城市/建築雙城雙年展」開幕禮時指出，他自己上世紀70年代初到深圳協助當地的城市規劃時，絕對想不到深圳會發展成為1,000萬人口的城市，有必要進一步探索港深的密切關係。